# Rodolfo I di Tubinga
Rodolfo I di Tubinga (circa 1160 – 17 marzo 1219) è stato un nobile tedesco.

Stemma di famiglia

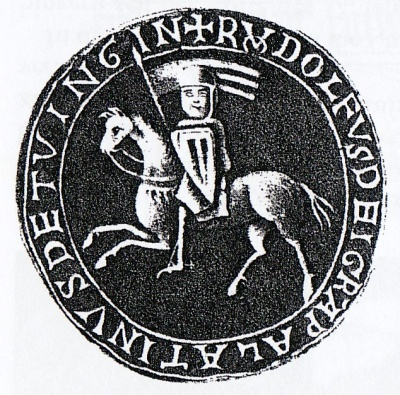
Sigillo del fondatore di Bebenhausen, conte palatino Rodolfo I di Tubinga

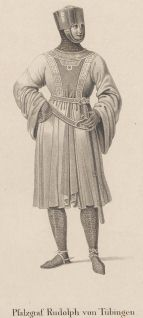
Conte Palatino Rodolfo I di Tubinga

Conte Palatino, fu il figlio primogenito del conte Palatino Ugo II.

## Biografia
Intorno al 1183 fondò il monastero dei Premostratensi a Bebenhausen come luogo di sepoltura della famiglia. Nel 1199 sostenne Filippo di Svevia nella disputa sul trono tedesco, accettando che la sua firma apparisse nella dichiarazione dei principi di Spira.

## Famiglia
Nel 1181 sposò Mechthild, contessa di Gleiberg ed erede di Giessen († 1206). Ebbero sei figli.
- Gottfried
- Rodolfo II, conte palatino di Tubinga (circa 1185 – 1. novembre 1247) ricevette dopo la morte del padre il governo di Horb, Herrenberg e Tubinga.
- Ugo III (V.) (circa 1185-26. luglio 1216)
- Guglielmo, conte di Asperg-Giessen (1190 circa - 1252/1256 ca.)
- Elisabeth, monaca del monastero di St. Margarethen a Waldkirch
- NN, ∞ Gottfried II ., Margravio di Ronsberg († 1208)

## Sepoltura

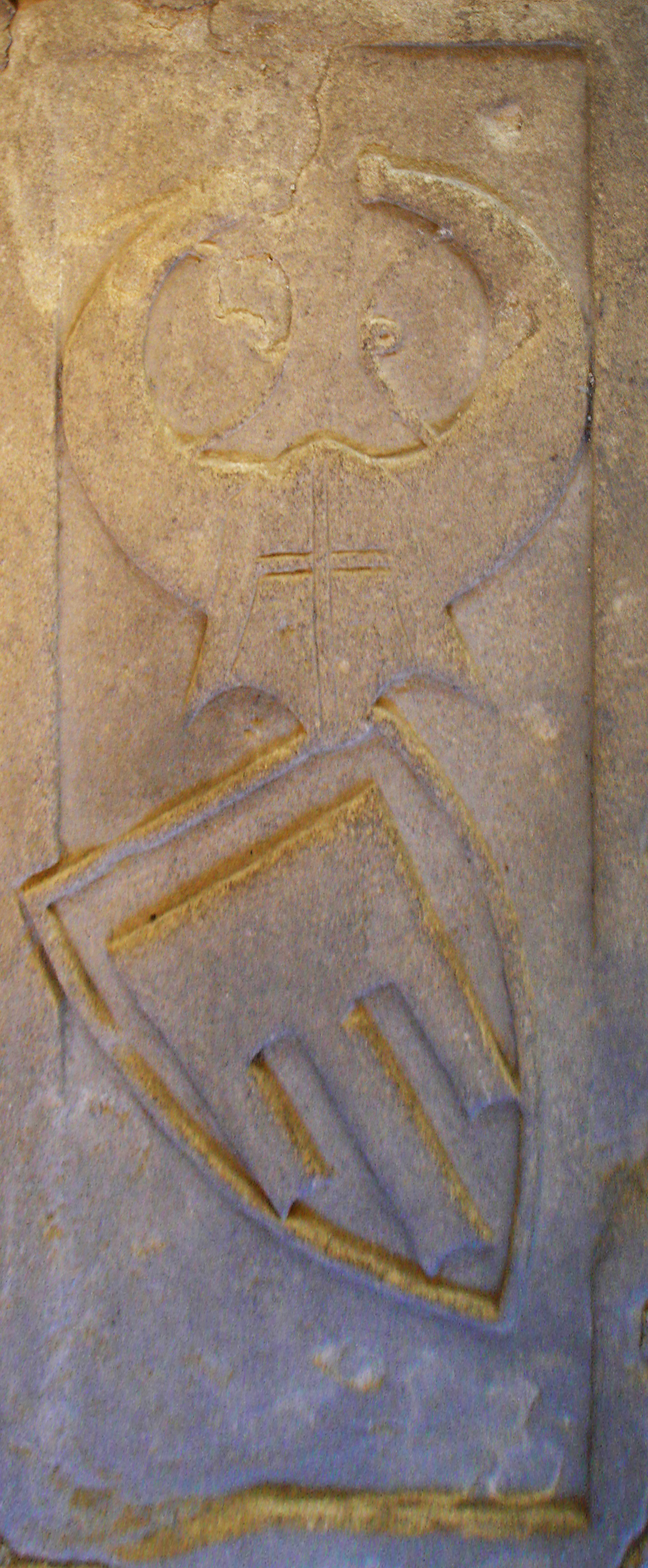
Lastra tombale del conte Palatino Rodolfo I nel monastero di Bebenhausen

Rudolf inizialmente fece insediare l'ordine premostratense a Bebenhausen, presumibilmente perché questo ordine consentiva di seppellire i laici nei loro monasteri e anche Rudolf voleva ottenere un luogo di sepoltura per se stesso. Nel 1190 il monastero passò all'ordine cistercense. 
Rudolf e sua moglie Mechthild sono sepolti nella sala capitolare del monastero di Bebenhausen, sebbene i cistercensi in realtà non consentissero tale sepoltura secondo le regole dell'ordine. Forse per questo motivo la tomba è adornata con una lapide disadorna senza iscrizione, cosa insolita per un uomo della sua posizione e importanza.